# Premna thorelii
Premna thorelii là một loài thực vật có hoa trong họ Hoa môi. Loài này được Dop miêu tả khoa học đầu tiên năm 1923 publ. 1924.